# Ankanahalli, Piriyapatna
Ankanahalli là một làng thuộc tehsil Piriyapatna, huyện Mysore, bang Karnataka, Ấn Độ.